# Квантовий осцилятор
Квантовий гармонічний осцилятор  — квантовий аналог класичного гармонічного осцилятора, при цьому розглядаються не сили, що діють на цю частинку, а її гамільтоніан, тобто повну енергію гармонічного осцилятора. При цьому потенціальна енергія вважається квадратично залежною від координат (як і у випадку класичного гармонічного осцилятора), а врахування доданків у її розкладі по координаті приводить до поняття не гармонічного осцилятора. Також це є одна із найважливіших моделей квантової механіки, що має точний розв'язок. Прикладом квантового осцилятора може бути коливний рух атомів і молекул у вузлах кристалічної ґратки.

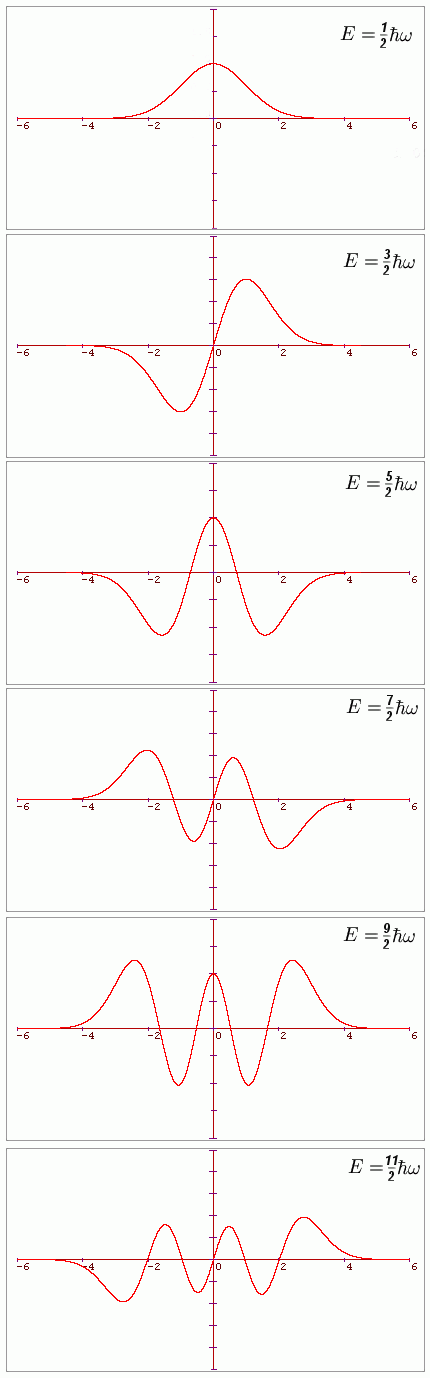
Хвильові функції в координатному представленні перших шести станів, n = 0 … 5. По горизонталі відкладена координата x, а по вертикалі — значення модуля ψ. Графіки не нормовані.

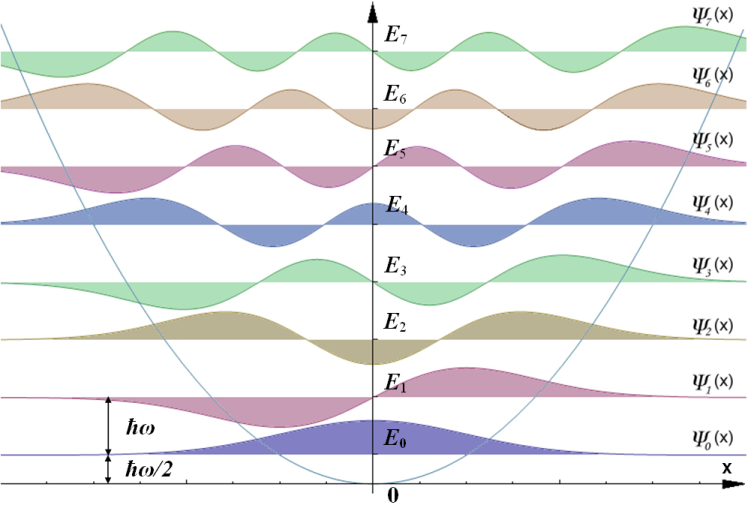
Хвильові функції для перших восьми енергій, n = 0 до 7. Горизонтальна вісь — відхилення x. Графіки не нормовані.

## Класичний лінійний (одновимірний) гармонічний осцилятор
В класичній фізиці функція Гамільтона для лінійного (одновимірного) гармонічного осцилятора має вигляд
{\displaystyle H={\frac {p_{x}^{2}}{2\mu }}+{\frac {\mu \omega _{0}^{2}}{2}}x^{2}.},
де {\displaystyle p_{x}}- імпульс частинки, {\displaystyle \mu }- її маса, {\displaystyle x}- відхилення від положення рівноваги, а {\displaystyle \omega _{0}}- власна циклічна частота осцилятора.
Необхідно відзначити, що гармонічний осцилятор є до деякої міри ідеалізацією, оскільки значення потенціальної енергії {\displaystyle U(x)={\frac {\mu \omega _{0}^{2}}{2}}x^{2}} означає, що по мірі віддалення від положення рівноваги сила необмежено зростає. У всіх реальних випадках, починаючи з деяких значень амплітуди, починаються помітні відхилення від гармонічності, а при дуже великих відхиленнях — сила взаємодії прямує до нуля, а {\displaystyle U} — до постійної величини. Проте для невеликих амплітуд коливань цілком доречно користуватися поняттям гармонічного осцилятора.

## Лінійний (одновимірний) квантовий гармонічний осцилятор
В квантовій механіці під лінійним квантовим гармонічним осцилятором (ЛКГО) розуміють систему, яка описується оператором Гамільтона, котрий можна подати у вигляді:
{\displaystyle {\hat {H}}={\frac {{\hat {p}}_{x}^{2}}{2\mu }}+{\frac {\mu \omega _{0}^{2}}{2}}{\hat {x}}^{2}.},
де {\displaystyle {{\hat {p}}_{x}}}- оператор імпульсу, а {\displaystyle {\hat {x}}} — оператор координати. Відповідно до цього гамільтоніану рівняння Шредінгера в «х — представленні» для стаціонарних (основних) станів осцилятора має вигляд:
{\displaystyle -{\frac {h^{2}}{2\mu }}\cdot {\frac {d^{2}\psi }{dx^{2}}}+{\frac {\mu \omega _{0}^{2}}{2}}\cdot x^{2}\psi =E\psi }
Для розв'язку цього рівняння можна ввести наступні безрозмірні величини:
{\displaystyle \xi ={\frac {x}{x_{0}}},}
{\displaystyle x_{0}={\sqrt {\frac {h}{\mu \omega _{0}}}},}
{\displaystyle \lambda ={\frac {2E}{h\omega _{0}}}}
Позначаючи диференцювання по {\displaystyle \xi } штрихом та розглядаючи {\displaystyle \psi } як функцію {\displaystyle \xi }, після елементарних перетворень приводимо рівняння Шредінгера до канонічного вигляду:
{\displaystyle \xi ''+(\lambda -\xi ^{2})\psi =0.}
Нам необхідно знайти скінченні, неперервні та однозначні розв'язки цього рівняння в інтервалі {\displaystyle -\propto \;<\xi <+\propto \;}. Такі розв'язки мають місце не при всіх значеннях параметра {\displaystyle \lambda }, а лише при: {\displaystyle \lambda =2n+1,~n=0,1,2,3,...,}, при чому відповідні власні функції {\displaystyle \psi _{n}(\xi )} дорівнюють
{\displaystyle \psi _{n}(\xi )=e^{-{\frac {\xi ^{2}}{2}}}H_{n}(\xi ),~~H_{n}(\xi )={\frac {(-1)^{n}}{\sqrt {2^{n}n!{\sqrt {\pi }}}}}e^{\xi ^{2}}{\frac {d^{n}e^{-\xi ^{2}}}{d\xi ^{n}}}}.
Тут {\displaystyle H_{n}(\xi )} — нормовані поліноми Ерміта {\displaystyle n}- го порядку. При цьому, множник перед {\displaystyle e^{\xi ^{2}}} вибраний так, що функція {\displaystyle \psi _{n}(\xi )} є нормована по {\displaystyle \xi } до 1:
{\displaystyle \int _{-\propto \;}^{\propto \;}\psi _{n}^{2}(\xi )\,d\xi =\int _{-\propto \;}^{\propto \;}e^{-\xi ^{2}}H_{n}^{2}(\xi )\,d\xi =1}.
Таким чином, одної вимоги неперервності та скінченності {\displaystyle \psi } виявляється достатньо, щоб параметр {\displaystyle \lambda } набував лише дискретних значень. Проте, оскільки цей параметр визначає енергію, тому для неї будемо мати також дискретні значення {\displaystyle E_{n}}:
{\displaystyle E_{n}=\hbar \omega _{0}\left(n+{\frac {1}{2}}\right),n=0,1,2,3,...}
Ця формула показує, що енергія осцилятора {\displaystyle E} може приймати тільки дискретні значення. Число {\displaystyle n}, яке визначає номер квантового рівня, називають головним квантовим числом. Енергетичні рівні квантового осцилятора еквідистантні, тобто відстань між двома сусідніми рівнями є сталою величиною, що дорівнює {\displaystyle \hbar \omega _{0}}. Навіть в основному стані {\displaystyle n=0} енергія осцилятора відмінна від нуля: {\displaystyle E_{0}=\hbar \omega _{0}/2}.
Нарешті можна записати власну функцію, яка відповідає {\displaystyle n}- му значенню енергії в «{\displaystyle x}»- представленні у вигляді:
{\displaystyle \psi _{n}(x)={\frac {1}{\sqrt {x_{0}}}}e^{-{\frac {x^{2}}{x_{0}^{2}}}}H_{n}(x/x_{0}).}
Ці функції нормовані так, що {\displaystyle \int _{-\propto \;}^{\propto \;}\psi _{n}^{2}(x)\,dx=1}.
Користуючись наведеними вище формулами можна виписати декілька власних функцій у явному вигляді:
{\displaystyle \psi _{0}(x)={\frac {1}{\sqrt {x_{0}{\sqrt {\pi }}}}}e^{-{\frac {x^{2}}{2x_{0}^{2}}}},~~\psi _{1}(x)={\frac {1}{\sqrt {2x_{0}{\sqrt {\pi }}}}}e^{-{\frac {x^{2}}{2x_{0}^{2}}}}\cdot {\frac {2x}{x_{0}}},~~\psi _{2}(x)={\frac {1}{\sqrt {2^{3}x_{0}{\sqrt {\pi }}}}}e^{-{\frac {x^{2}}{2x_{0}^{2}}}}\left(4{\frac {x^{2}}{x_{0}^{2}}}-2\right).}
Перша функція не дорівнює нулю у всій області визначення, за виключенням граничних випадків {\displaystyle x=\pm \;\propto \;}. Друга функція дорівнює нулю при {\displaystyle x=0}. Точку, де хвильова функція дорівнює нулю, можна назвати вузлом. Третя функція дорівнює нулю при {\displaystyle x=\pm \;{\frac {x_{0}}{\sqrt {2}}}} і має таким чином, два вузли. Тут можна відмітити, що кількість вузлів хвильової функції дорівнює її номеру {\displaystyle n}. Ця властивість справедлива для будь-якого значення {\displaystyle n}. Таким чином, квантове число дорівнює числу вузлів власної функції. Ці функції зображені на верхньому малюнку. Вигляд функцій {\displaystyle \psi _{n}} аналогічний вигляду функції {\displaystyle U_{n}(x)}, який показує коливання закріпленої на кінцях струни.
Щоб отримати ще повніше уявлення про квантові стани осцилятора, можна привести нижній малюнок для потенціальної функції осцилятора
{\displaystyle U(x)={\frac {\mu \omega _{0}^{2}}{2}}x^{2}}.
Вздовж осі ординат відкладено потенційна енергія, а вздовж осі абсцис — відхилення {\displaystyle x}.

## Оператори народження та знищення
Якщо визначити оператори народження {\displaystyle {\hat {a}}^{+}} та знищення {\displaystyle {\hat {a}}} як
{\displaystyle {\hat {a}}^{+}={\frac {1}{\sqrt {2\hbar \omega }}}(\omega q-i{\hat {p}})~,~~~{\hat {a}}={\frac {1}{\sqrt {2\hbar \omega }}}(\omega q+i{\hat {p}})},
то гамільтоніан квантового осцилятора можна записати так:
{\displaystyle {\hat {H}}=\hbar \omega \left({\hat {a}}^{+}{\hat {a}}+{\frac {1}{2}}\right)}.
Оператори народження та знищення задовольняють комутаційному співвідношенню:
{\displaystyle {\hat {a}}{\hat {a}}^{+}-{\hat {a}}^{+}{\hat {a}}=1}.
Власні функції гармонічного осцилятора тоді мають вигляд
{\displaystyle \psi _{n}={\sqrt {n!}}({\hat {a}}^{+})^{n}\psi _{0}},
або, використовуючи нотацію кет і бра-векторів:
{\displaystyle |n\rangle ={\sqrt {n!}}({\hat {a}}^{+})^{n}|0\rangle }.
Загалом дія оператора народження на гармонійний оператор у стані {\displaystyle |n\rangle } призводить до переходу в стан {\displaystyle |n+1\rangle }:
{\displaystyle {\hat {a}}^{+}|n\rangle ={\sqrt {n+1}}|n+1\rangle }.
Дія оператора знищення на стан |n> призводить до переходу в стан |n-1>:
{\displaystyle {\hat {a}}|n\rangle ={\sqrt {n}}|n-1\rangle }
Оператор
{\displaystyle {\hat {N}}={\hat {a}}^{+}{\hat {a}}}
називають оператором числа частинок, оскільки для нього справедливе співвідношення.
{\displaystyle {\hat {N}}|n\rangle =n|n\rangle }

### Правила відбору
При випромінюванні чи поглинанні фотона дозволеними переходами для гармонічного осцилятора є такі, при яких квантове число n змінюється на одиницю. Враховуючи еквідистантність рівнів, це правило відбору призводить до того, що, незважаючи на нескінченне число рівнів, у спектрі оптичного поглинання чи випромінювання гармонічного осцилятора є лише одна лінія з частотою {\displaystyle \omega }.